# Si chiude all'alba
Si chiude all'alba è un film di genere drammatico del 1945 diretto da Nino Giannini.

## Trama
Alla periferia della città Lucien, insieme con la sua amante Lola, hanno trasformato una villa abbandonata in un tabarin equivoco. Lucien è attratto da un nuovo amore, Rosella, che sembra provenire da una buona famiglia, la quale una sera gli confida di frequentare il tabarin per nostalgia, dato che era cresciuta in quella villa prima del dissesto finanziario che aveva costretto la sua famiglia a lasciarla. Dopo aver tentato inutilmente di approfittare di lei, Lucien scopre che la ragazza lo ama nonostante tutto e così decide di abbandonare il locale e Lola per rifarsi una nuova vita. Ma sopraggiunge Fuentes, un avventuriero che Lucien aveva tradito a Valparaíso e che ora viene, con i suoi scagnozzi, a cercare la vendetta. Circondato il locale, Fuentes attende che i clienti sfollino per uccidere Lucien. Grazie ad un espediente, quest’ultimo ottiene un rinvio del confronto con il suo nemico; ma dopo un franco colloquio con Lola comprende che il suo sogno d’amore con Rosella è irrealizzabile, che egli la condannerebbe all’infelicità, che ne farebbe una disgraziata come la stessa Lola. Allora si reca nel giardino dove lo attende Fuentes, e si fa uccidere volontariamente.

## Produzione
Prodotto a Torino dalla Dora Film di Domenico Valinotti e girato agli stabilimenti F.E.R.T. di Torino, durante la Repubblica Sociale Italiana nell'ambito del cosiddetto Cinevillaggio. La pellicola ottenne il visto censura del Regno d'Italia n° 315 il 22 dicembre 1944.

## Distribuzione
il film uscì in prima proiezione pubblica il 21 aprile 1945, e venne distribuito unicamente nelle città centro-settentrionali facenti parte della RSI, ed ebbe brevissima diffusione.
A Milano venne proiettato al cinema Odeon il 24 aprile 1945: fu l'ultima pellicola presentata nel capoluogo lombardo prima della Liberazione.
Considerata a lungo perduta (come buona parte dei film prodotti nel breve periodo di attività del cosiddetto Cinevillaggio), dopo quasi ottant'anni la pellicola è stata invece ritrovata ed è andata in onda in prima TV assoluta il 14 febbraio 2024 su Rete 4, divenendo dunque il sesto film prodotto durante la Repubblica di Salò ad essere stato trasmesso sul piccolo schermo.